# Mas Soriguera
El Mas Soriguera és una masia del municipi de Fontanals de Cerdanya (Cerdanya) que forma part de l'Inventari del Patrimoni Arquitectònic de Catalunya. És l'última casa de l'antic poble de Soriguera, que tenia vuit focs l'any 1359. El mas depenia de Soriguerola.

## Descripció
És un antic gran mas cerdà que està en procés de rehabilitació per convertir-lo en habitatge plurifamiliar de sis apartaments. És una casa de planta i dos pisos. La promotora ha respectat l'alçada de la casa, de la pallissa i dels badius. La coberta de la casa és a dues vessants amb el carener paral·lel a la façana i la del badiu és a quatre vessants. La dependència més baixa, la de la cort i del lloc de guardar els carros, tractors i eines de treball, que es troba al costat del portal a la paret de ponent, continuant per la paret nord, es mantindrà en el seu aspecte original per lloc de reunió i esbarjo. Per adjuntar les parets han afegit una substància al ciment, semblant a la terra, per adquirir una tonalitat més adient a l'existent abans del rejuntat.